# Neocteniza sclateri
Neocteniza sclateri är en spindelart som beskrevs av Pocock 1895. Neocteniza sclateri ingår i släktet Neocteniza och familjen Idiopidae.
Artens utbredningsområde är Guyana. Inga underarter finns listade i Catalogue of Life.